# Jade Fraser
Jade Fraser, née le 8 janvier 1993 à Mexico, est une actrice mexicaine. Elle est devenue célèbre grâce à la telenovela Por siempre mi amor en 2013. Jade Fraser a aussi joué dans plusieurs séries télévisées et telenovelas au Mexique.

## Carrière
Jade Fraser a une sœur plus âgée, Anahi Fraser, également actrice. À l'âge de dix-sept ans, elle est acceptée au Centro de Educación Artística, l'école d'art dramatique est animée par Televisa à Mexico. Après trois années d'étude, elle obtient un diplôme. Elle réside actuellement à Mexico.
Jade Fraser a un petit rôle dans le film, Dragon Ball Z à l'âge de 13 ans. Elle commence aussi à passer des auditions pour jouer dans des publicités à la télévision.
En 2010, durant sa première année au centre Centro de Educación Artística, elle joue le rôle de "Ximena", dans la telenovela destinée aux jeunes, Niña de mi corazón avec en vedette Paulina Goto. La telenovela est diffusée pour la première fois à Mexico le 8 mars 2010 Depuis 2010, elle a participé à diverses telenovelas et séries de télévision telles que La rosa de Guadalupe et Como dice el dicho. En 2012, elle tient un rôle secondaire dans la célèbre telenovela, Abismo de pasión et décroche un petit rôle dans la telenovela, Amores verdaderos. 
En 2014 et 2015 elle interprète un des rôles principaux, une des sœurs qui dirigent une chocolaterie dans la  telenovela, Hasta el fin del mundo où Julián Gil est l'antagoniste principal.

## Filmographie

### Telenovelas
- 2010 : Niña de mi corazón : Ximena Arrioja (rôle secondaire)
- 2012 : Abismo de pasión : Sabrina Tovar (rôle secondaire)
- 2013 : Amores verdaderos : Fatima (3 épisodes)
- 2014–2015 : Hasta el fin del mundo : Daniela Ripoll Bandy

### Séries télévisées
- 2012 : Como dice el dicho : Miriam (épisode "Cayendo el muerto")
- 2013 : Como dice el dicho : Cata (épisode: "Los deseos se cumplen")
- La rosa de Guadalupe : Erika / Elena (épisode: "Tenerte entre mis brazos")
- Casate conmigo, mi amor
- Por siempre mi amor : Iliana